# Liste der Bürgermeister von Bordeaux
Die Liste der Bürgermeister von Bordeaux, Liste des maires de Bordeaux nennt alle Bürgermeister der Hafen- und Großstadt Bordeaux in Frankreich.
Seit 1208 ist in der Stadt das Amt des Bürgermeisters nachweisbar. Bereits zwei Jahre zuvor gibt sich die Stadt kommunale Einrichtungen; unter anderem Ratsherren, die für die Bürgermeisterwahl zuständig sind.
Nach dem Angriff Johann Ohnelands auf Bordeaux im April 1206 wendet sich dieser in einem Brief an „den Bürgermeister, die Ratsherren und den gemeinsamen Rat von Bordeaux“, was als Beweis für die Existenz eines Bürgermeisters in Bordeaux gewertet werden könnte. Henri Gradis gibt in seinem Buch Geschichte von Bordeaux aus dem Jahre 1901 als ersten Bürgermeister von Bordeaux für das Jahr 1173 Monadey an, allerdings ohne Quelle für diese Angabe. Für die Tatsache, die Peter Lambert (Petrus Lambertini) am 20. April 1208 schriftlich erwähnt, der Bürgermeister wäre von 50 Stadträten gewählt worden, gibt es hingegen Belege.
In Klammern befindet sich das Jahr der Wahl beziehungsweise die Amtsdauer.

## 13. Jahrhundert
Quelle bordeaux.fr:
- De Monadey (1173)
- Pierre Lamberti (1208)
- Arnaud Lambert (1209)[5]
- Pierre Andron (1218)
- Bernard d’Acra (1219)
- Guillaume-Raimon Colom (1220 – erste Amtszeit)
- Pierre Béguey I (1222)
- Amanieu Colom (1227 – erste Amtszeit)
- Alexandre de Cambes oder Cambis (1228)
- Guillaume Rostan (1229)
- Raimond Monadey (1230)
- Amanieu Lambert (1231)
- Vigouroux Béguey (1232)
- Gaucelm Colom (1233)
- Raimond Monadey (1234)
- Pierre Caillau I, le Prud’homme (1235)
- Vigouroux Béguey (1236)
- Rostand del Soler I, le Prud’homme (1238 – erste Amtszeit)
- Raimond Manadey (1238)
- Bernard d’Ailhan (1240)
- Martin Faure le Prud’homme (1241)
- Rostand del Soler I, le Prud’homme (1241 – zweite Amtszeit)
- Pierre Béguey II, Sohn von Pierre (1242)
- Guillaume Gondaumer (1243–1244)
- Pierre Caillau II (1244)
- Guillaume-Raimon Colom (1245 – zweite Amtszeit)
- Jean Colom (1246–1247 – erste Amtszeit)
- Guillaume Gondaumer (1247)
- Pierre Bonafous (1248)
- Guillaume Arnaud Monadey (1248)
- Martin Faure (1249)
- Guillaume-Raimon Colom (1250 – dritte Amtszeit)
- Seguin Barba (1250–1251)
- Amanieu Colom (1251–1252 – zweite Amtszeit)
- Pierre Doat (1252–1253)
- Guillaume-Raimon Colom (1253–1254 – vierte Amtszeit)
- Raimon Brun de Laporte (1254–1255)
- Pierre Gondaumer (1256)
- Arnaud-Guillaume Aymeric (1257)
- Guillaume-Raimon Colom (1258 – fünfte Amtszeit)
- Jean Colom (1259 – zweite Amtszeit)
- Arnaud Caillau (1259–1260)
- Pierre Gondaumer (1260–1261)
- Guitar de Laporte (1261)
- Raimond Monadey (1261)
- Hugues de Broys (1262)
- Jean de Lalinde (1263)
- Henri de Cousances (auch de Courances) (1263–1264)
- Raimond Marquès (1264–1265)
- Hugues Rostan (1265–1266)
- Fortaner de Cazenove (1266–1267)
- Pons d’Antin (1268–1270)
- Fortaner de Cazenove (1270–1271)
- Hugues de Gamans (1271–1272)
- Pierre Gondaumer (1272–1274)
- Bernard Gaitapui (1274–1275)
- Henri le Gallois (1275)
- Brun de Saye (1275–1277)
- Guitard de Bourg (1277–1278)
- Bernard d’Ailhan (1278–1279)
- Pierre Estèbe (1279–1280)
- Rostan del Soler II (1280–1281)
- Simon Gondemer (1282)
- Pierre del Soler (1282–1283)
- Jean Colom (1283–1284)
- Arnaud Modaney (1284–1285)
- Pierre Colom (1285–1286)
- Bernard Ferradre (1287–1288)
- Thomas de Sandwich (1288–1289)
- Vital Pansa, (1289–1290)
- Arnaud de la Naude, (1290)
- Pierre Daussure, (1291)
- Pierre Dumas, (1292)
- Guiraud de Lacour, (1293)
- Alexandre de la Pébrée, (1293–1294)
- Girmond de Burlats, (1294)
- Arnaud Olivei, (1294)
- Gilbert Auboyn (1295)
- Guillaume de Rabastens, (1295–1296)
- Bertrand du Faugas, (1296–1300)

## 14. Jahrhundert
Quelle bordeaux.fr:
- Jean Béguey (1300–1302)
- Etienne Dissenta (1302)
- Guillaume de Rabastens (1302)
- Arnaud Caillau III (1303–1304 – erste Amtszeit)
- Fortaner de Batz (1305)
- Arnaud Caillau III (1306 – zweite Amtszeit)
- Guitard Dissenta (1306)
- Arnaud Caillau III (1307–1308 – dritte Amtszeit)
- Pierre Caillau IV (1308–1310)
- Odon de Lados (1310–1312)
- Assieu de Galard (1312–1315)
- Elie Audouin (1315–1316)
- Arnaud Audouin (1316)
- Guillaume de Toulouse (1316)
- Dominique de Roncevaux (1316–1317)
- Elie de Labatseuba (1317–1318)
- Loup Bergonh (1319)
- Odon de Miossens, auch Odinet de Millesaints[7] (1319–1321)
- Jean Hoguet (1322)
- Raimond Durand (1322)
- Raimond de Miossens (1323)
- Robert de Shirland (1323–1324)[8]
- Robert Swynburne (1325)
- Jean de Haustède (1325–1327)
- Arnaud de Montpezat (1328–1331)
- Jean de Saint-Phelibert (1331–1332)
- Guillaume-Sanche de Pommier (1332–1333)
- Jean de Lile (1334–1343)
- Guillaume Stury (1345)
- Thomas Boos de Dowesby (1354–1359)
- Arnaud Sauvages (1359–1365)
- Richard de Walkfare (1366–1369)
- Robert Ros (1371–1375)
- Jean Molton (1375–1381)
- David Cradok (1382–1387)
- Jean Trailly (1389–1398)
- Pierre Cutie (1399–1400)

## 15. Jahrhundert
Quelle bordeaux.fr:
- Jean Trailly (1400)
- Edmont Thorpe (1402)
- Hugues Lutherell (1402)
- Guillaume-Amanieu de Madaillan (1404)
- Thomas Swynburne (1405–1412)
- Peter Buckton (1412–1413)
- John Saint John (1413–1422)
- John Radcliff (Juni 1423)
- John Saint John (1425)
- Laurence Merbury (1427)
- John Holland (1428–1430)
- John Bayle (1432)
- Gadifer Shorthose (1434–1451)
- Jean Bureau (August 1451)
- Henry Redford (1452)
- Jean Bureau (1453)
- Jean de Lalande (1460)
- Charles des Astars (1463)
- Jean Albun (1470)
- Jean de Mommerin (1472)
- Jean de Durfort (1480)
- Poncet de la Rivière (1484/85)
- Jean de Durfort (1495)

## 16. Jahrhundert
Quelle bordeaux.fr:
- Jean de Talleyrand (1515)

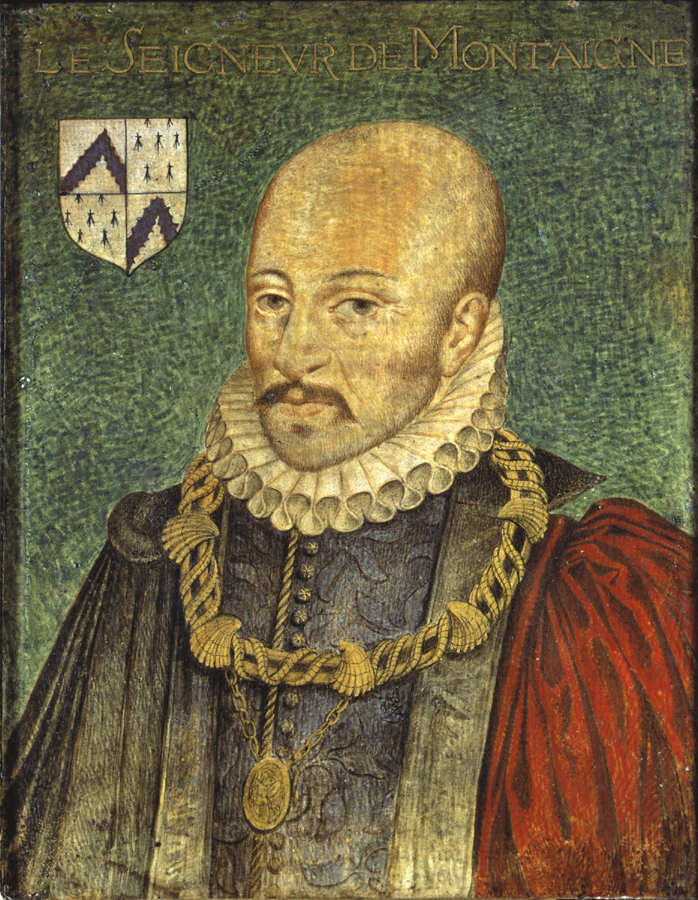
Montaigne Bürgermeister 1581–1585

- Bertrand de Madaillan d’Estissac (1520–1522)[11]
- Philippe de Chabot (1525–1531)
- Charles de Chabot (1531–1545)
- Guy de Chabot, (1545–1548); Louis de Rostaing tatsächlicher Amtsträger.
- 24 Stadträte ersetzen den Bürgermeister in der Zeit von 1548 bis 1550, in der das Rathaus im Auftrag des Königs abgerissen werden sollte. Henry II stoppte mit Hilfe des Justizars William White den Abriss.
- François de Lamothe (1550–1552)
- Gaston de l’Isle (1552–1554)
- Pierre Eyquem de Montaigne (1554–1556)
- Louis de Saint-Gelais  (1556–1558)
- François de Lamothe (1558)
- Pierre Geneste (1559–1561)
- Antoine de Noailles (1561–1563)
- François de Carle (1561)
- Gaston de l’Isle (1563–1564)
- Gaston de la Touche (1564–1567)
- Guy de Saint-Gelais, (1567–1571)
- Henri de Foix, Comte de Candale (1571–1573)
- Charles Gaston de Montferrand (1573–1575)
- Joseph d’Eymard (1575–1577)
- Armand de Gontaut, seigneur de Biron (1577–1581)
- Michel de Montaigne (1581–1585)
- Jacques II. de Goÿon de Matignon (1585–1598)
- Alphonse d’Ornano (1599–1610)

## 17. Jahrhundert
- Antoine de Roquelaure, (1610–1611)
- Aymeric Jaubert oder Jaubert de Barrault, (1611–1613)
- Antoine de Roquelaure (1613–1617)
- Henri des Prés, (1617–1620)

In der Zeit von 1620 bis 1653 wurde das Amt des Bürgermeisters von Ludwig XIIIausgesetzt und durch einen Kreis aus drei Ratsherren ersetzt. Ludwig XIV. beendet dieses Modell 1653 und ernennt von nun an den Bürgermeister. 1692 „verkauft“ er zur Staatsfinanzierung den Bürgermeistertitel an die Familie d’Estrades.
- Godefroy d’Estrades (1653–1675)
- Louis d’Estrades (1675–1711)

## 18. Jahrhundert
Quelle bordeaux.fr:
- Louis Godefroy d’Estrades (1711–1717)
- Louis Godefroy d’Estrades II (1717–1769)[14]
- Vicomte de Noé (1769–1790)
- Joseph de Fumel (1790–1791), Comte de Fumel
- François-Armand de Saige (1791–1793).
- Joseph-François Bertrand (1793–1794)
- Pierre Thomas (1794)
- Jean Ferriere, genannt Colck (1794–1796)
- ab 1796: Aufteilung in drei Arrondissements: Nord, Sud, Centre.
- 1. Arrondissement, oder Bordeaux Nord:
  - Jean-Baptiste Mareilhac (1796–1798)
  - Jean-Baptiste Lartigue (1798–1799)
  - Rochefort (1799–1800)
  - Fieffé (1800)
- 2. Arrondissement, oder Bordeaux Sud:
  - Jean-Baptiste Lartigue (1796–1798)
  - Béchaud (1798–1800)
  - Mathieu (1800)
- 3. Arrondissement, oder Bordeaux Centre:
  - Pierre Lucadou (1796–1799)
  - Giraud (1799–1800)
  - Jean-François Le Tellier (1800)

## 19. Jahrhundert
Quelle bordeaux.fr:
- Laurent Lafaurie-Monbadon (1805–1809)
- Jean-Baptiste Lynch (1809–1815)
- Jacques-Barthélémy Gramont de Castéra (1815)
- Joseph-Marie de Gourgue (1816–1823)
- André Guy Victor du Hamel (1824–1830)
- Charles de Bryas (1830–1831)
- Joseph Thomas Brun (1831–1838)
- David Johnston (1838–1842)
- Lodi Martin Duffour-Dubergier (1842–1848)
- Basilide Billaudel (1848)
- Gustave Curé (1848–1849)
- Antoine Gautier (1849–1860)
- Pierre Castéja (1860–1863)
- Henri Brochon (1863–1867)
- Alexandre de Bethmann (1867–1870)
- Émile Fourcand (1870–1874)
- Charles Jacques Pierre Jean de Pelleport-Burète (1874–1876)
- Émile Fourcand (1876–1877)
- Albert Brandenburg (1878–1884)
- Alfred Daney (1884–1888)
- Adrien Baysselance (1888–1892)
- Alfred Daney (1892–1896)
- Camille Cousteau (1896–1900)

## 20. Jahrhundert
Quelle bordeaux.fr:
- Paul Louis Lande (1900–1904)
- Alfred Daney (1904–1908)
- Jean Bouche (1908–1912)
- Charles Gruet (1912–1919)
- Fernand Philippart (1919–1925)
- Adrien Marquet (1925–1944)
- Jean-Fernand Audeguil (1944–1947)
- Jacques Chaban-Delmas (1947–1995)
- Alain Juppé (1995–2004)

## 21. Jahrhundert
Quelle bordeaux.fr:
- Hugues Martin (2004–2006)
- Alain Juppé (2006–2019)
- Nicolas Florian (2019–2020)
- Pierre Hurmic (seit 2020)